# Calogero La Piana
Calogero La Piana (Riesi, 27 gennaio 1952) è un arcivescovo cattolico italiano, dal 24 settembre 2015 arcivescovo emerito di Messina-Lipari-Santa Lucia del Mela e dal 23 settembre 2018 vicario del capitolo della basilica di San Pietro in Vaticano.

## Biografia
Nasce a Riesi, in provincia di Caltanissetta e diocesi di Piazza Armerina, il 27 gennaio 1952.

### Formazione e ministero sacerdotale
Frequenta le scuole medie e un centro di formazione professionale, dove ottiene la qualifica di meccanico tornitore; si iscrive in seguito ad un liceo scientifico e, nel 1973, consegue il diploma di maturità.
Nel settembre 1973 inizia il noviziato presso la Società salesiana di San Giovanni Bosco a Lanuvio; il 12 settembre 1974 emette la prima professione dei voti.
Dal 1974 al 1976 frequenta i corsi filosofici all'istituto "San Tommaso" di Messina, dal 1976 al 1978 è assistente, animatore ed insegnante presso l'opera salesiana "Gesù adolescente" di Palermo. Dal 1978 al 1981 frequenta nuovamente l'istituto "San Tommaso", dove ottiene il baccalaureato in teologia.
Il 14 settembre 1980 emette la professione perpetua dei voti; il 4 aprile 1981 è ordinato diacono, mentre l'8 settembre successivo presbitero, nella basilica santuario di Maria Santissima della Catena a Riesi, dal vescovo Sebastiano Rosso.
Dopo l'ordinazione continua gli studi teologici presso la Pontificia Università Gregoriana, dove consegue la licenza in teologia, nel giugno 1983 e la laurea in teologia dogmatica l'anno seguente. Torna in Sicilia, presso l'istituto "San Tommaso" a Messina, come animatore liturgico-spirituale e garante della disciplina, fino all'agosto 1999. È anche docente e, in seguito preside, nonché direttore della comunità religiosa. Dal settembre 1999 alla nomina episcopale è ispettore dell'Ispettoria salesiana Sicula.

### Ministero episcopale
Il 15 novembre 2002 papa Giovanni Paolo II lo nomina vescovo di Mazara del Vallo; succede ad Emanuele Catarinicchia, dimessosi per raggiunti limiti di età. Il 6 gennaio 2003 riceve l'ordinazione episcopale, nella basilica di San Pietro in Vaticano, per imposizione delle mani dello stesso pontefice, co-consacranti gli arcivescovi Leonardo Sandri e Antonio Maria Vegliò (poi entrambi cardinali).
Nei tre anni di episcopato mazarense si prodiga soprattutto nel dialogo interreligioso con i fedeli di religione islamica.
Il 18 novembre 2006 papa Benedetto XVI lo nomina arcivescovo metropolita di Messina-Lipari-Santa Lucia del Mela ed archimandrita del Santissimo Salvatore; succede a Giovanni Marra, dimessosi per raggiunti limiti di età. Il 13 gennaio 2007 prende possesso canonico dell'arcidiocesi nella basilica cattedrale di Messina; il 27 gennaio nella concattedrale di Santa Maria Assunta di Santa Lucia del Mela; il 31 gennaio nella concattedrale del Santissimo Salvatore, mentre il 5 marzo nella concattedrale di San Bartolomeo di Lipari. Il 29 giugno riceve il pallio, nella basilica di San Pietro in Vaticano, da papa Benedetto XVI.
Nel 2013 apre la visita pastorale all'arcidiocesi che si sarebbe dovuta concludere nel 2020.
Nel maggio 2013, assieme agli altri vescovi siciliani, si reca da papa Francesco per la visita ad limina apostolorum.
Il 24 settembre 2015 papa Francesco accetta la sua rinuncia al governo pastorale dell'arcidiocesi di Messina-Lipari-Santa Lucia del Mela in conformità al canone 401 § 2 del Codice di Diritto Canonico, per motivi di salute.
Il 23 settembre 2018 riceve dal cardinale Pietro Parolin, segretario di Stato, la nomina a canonico del capitolo della basilica di San Pietro in Vaticano.

## Controversie
Secondo un'inchiesta giornalistica di Emiliano Fittipaldi, prima delle dimissioni è stato nominato erede universale da un uomo molto ricco, che alla morte gli ha lasciato un patrimonio milionario. Prima della morte il testatore aveva dichiarato per iscritto di averlo nominato erede in virtù di una relazione sentimentale durata diversi anni, precisando di aver intrattenuto con il vescovo bellissimi rapporti sessuali.
Il 9 luglio 2017 il Tribunale di Milano ha riconosciuto in punto di diritto le ragioni del ricorso presentato dal presule. Il provvedimento ha ritenuto «ingiustificato» l'inserimento delle vicende nel capitolo «denominato "La lobby gay", non risultando alcuna attività lobbistica o in qualche modo associativa imputata a mons. La Piana», ed ha riconosciuto che «la scelta appare dettata più da una volontà scandalistica, priva di pertinenza, che alla denuncia di quello che il giornalista ritiene sia stato un grave caso di appropriazione indebita».
Un'indagine giudiziaria viene promossa nel marzo 2017 dalla procura di Marsala, con l'accusa di truffa e abuso d'ufficio, insieme al suo successore, monsignor Domenico Mogavero per i lavori di costruzione della chiesa di San Lorenzo a Mazara del Vallo. Il 12 gennaio 2018 la Procura di Marsala ha chiesto l'archiviazione.

## Genealogia episcopale
La genealogia episcopale è:
- Cardinale Scipione Rebiba
- Cardinale Giulio Antonio Santori
- Cardinale Girolamo Bernerio, O.P.
- Arcivescovo Galeazzo Sanvitale
- Cardinale Ludovico Ludovisi
- Cardinale Luigi Caetani
- Cardinale Ulderico Carpegna
- Cardinale Paluzzo Paluzzi Altieri degli Albertoni
- Papa Benedetto XIII
- Papa Benedetto XIV
- Papa Clemente XIII
- Cardinale Enrico Benedetto Stuart
- Papa Leone XII
- Cardinale Chiarissimo Falconieri Mellini
- Cardinale Camillo Di Pietro
- Cardinale Mieczysław Halka Ledóchowski
- Cardinale Jan Maurycy Paweł Puzyna de Kosielsko
- Arcivescovo Józef Bilczewski
- Arcivescovo Bolesław Twardowski
- Arcivescovo Eugeniusz Baziak
- Papa Giovanni Paolo II
- Arcivescovo Calogero La Piana, S.D.B.